# Vincenzo Polito
Vincenzo Polito dit Enzo (né le 29 octobre 1926 à Naples et mort le 27 février 2004) est un joueur italien de water-polo. 

## Biographie
Vincenzo Polito participe aux Jeux olympiques d'été de 1952 et remporte la médaille de bronze de la compétition.

## Palmarès

### Jeux olympiques
- Jeux olympiques d'été de 1952 à Helsinki
  -  Médaille de bronze.

### Championnats d'Europe
- Championnats d'Europe 1954 à Turin
  -  Médaille de bronze.